# L'Arbre-serpents
L'Arbre-serpents (1992) est une sculpture de Niki de Saint Phalle exposée dans la cour du musée des beaux-arts d'Angers. Cet Arbre-Serpents a d'abord pris place dans le jardin du fils de Niki de Saint-Phalle, avant d'être acquis par le musée et installé dans sa cour en 2005.
Il en existe une copie datant de 1999, visible dans le jardin botanique du Missouri, dans le National Museum of Women in the Arts à Washington, aux États-Unis.

## Restauration
L’œuvre avait été retirée de son emplacement sur la terrasse du musée fin 2016, pour être restaurée dans un atelier spécialisé. Depuis 2012 déjà, elle était cachée des yeux du public par un caisson de protection, destiné à la préserver des intempéries et de la pollution.
Au fil des ans en effet, cette sculpture polychrome réalisée en résine polyester avait perdu de son éclat. Les premiers signes de dégradation étaient apparus en 2010, et sous les conseils des experts du centre de recherche et de restauration des musées de France, en lien avec la Niki Charitable Foundation, sa réfection complète avait finalement été décidée. Celle-ci a été réalisée par Gérard Haligon, éditeur historique des sculptures de Niki de Saint-Phalle, avec le soutien financier de la Fondation BNP Paribas. L'intervention a permis de restaurer la polychromie d'origine, tout en la rendant plus résistante.